# ペリシテ人文化博物館
座標: 北緯31度47分57.22秒 東経34度38分31.39秒 / 北緯31.7992278度 東経34.6420528度
ペリシテ人文化博物館（ペリシテじんぶんかはくぶつかん、המוזיאון לתרבות הפלשתים ע"ש קורין ממן、Corinne Mamane Museum of Philistine Culture）は、イスラエル南部地区のアシュドッドにある考古博物館である。この博物館は、かつて周辺地域に住んでいたペリシテの文化に特化して調査、研究している世界で唯一の博物館である。1990年に開設され、アシュドッド市の初めての博物館となった。。

## ギャラリー

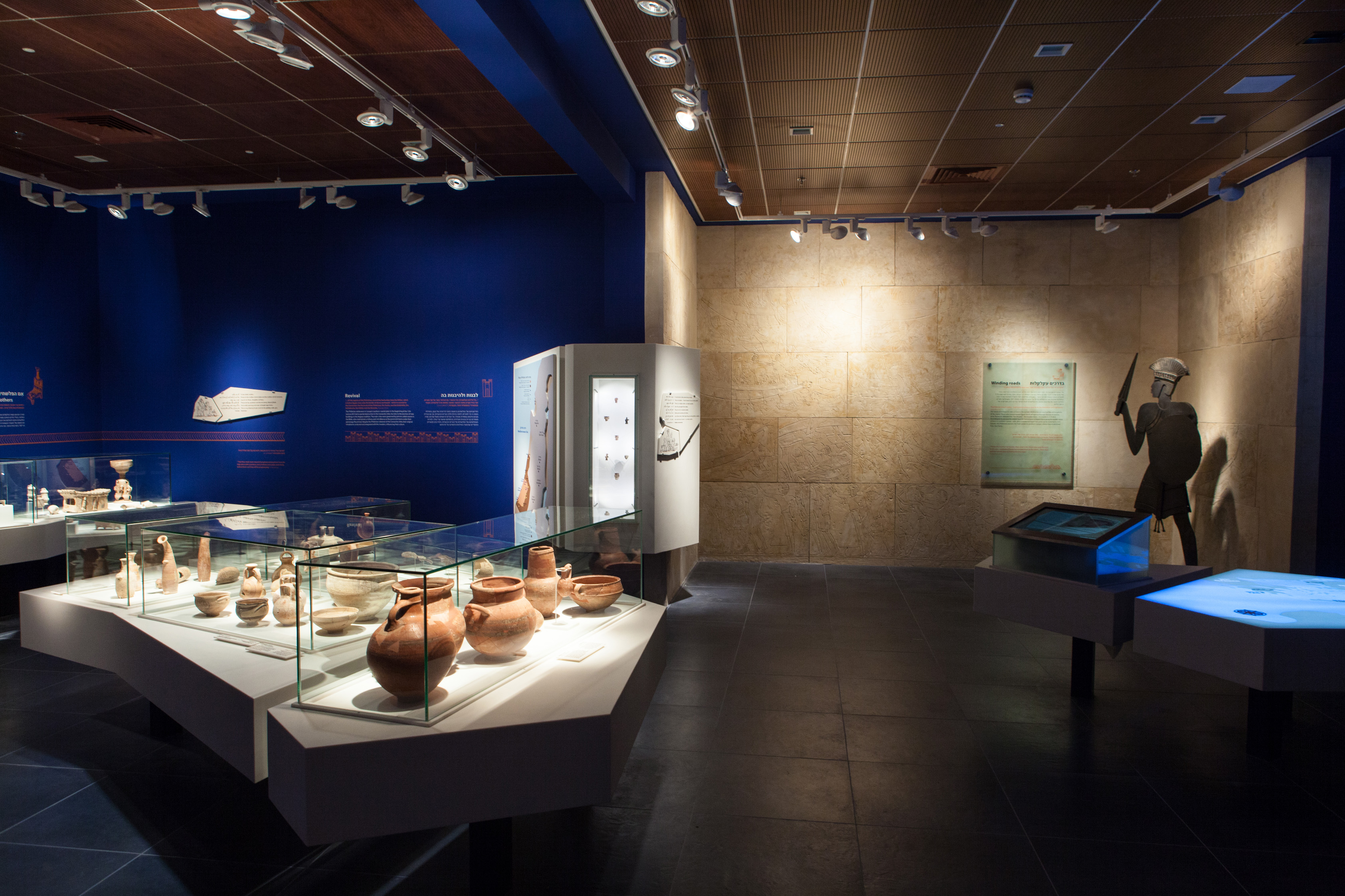
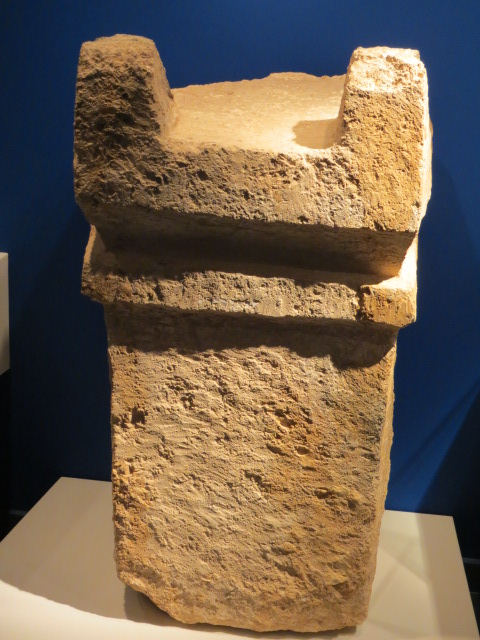
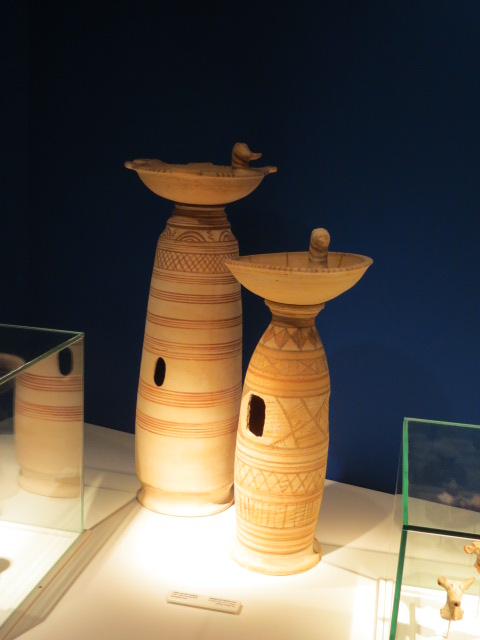
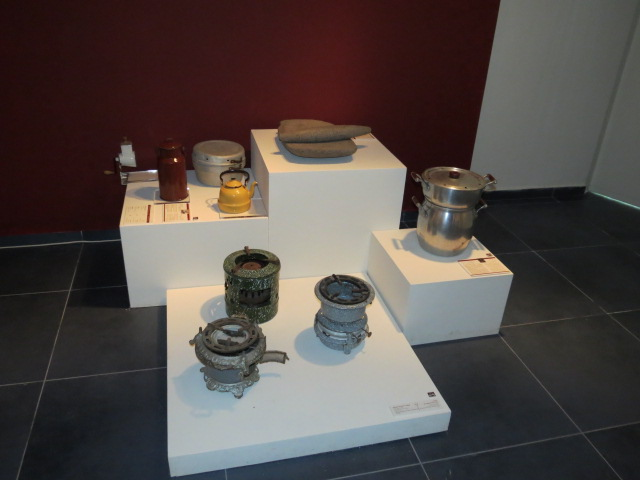